# 瑙塔
瑙塔（西班牙語：Nauta），是秘魯的城鎮，位於該國東北部洛雷託大區，是洛雷托省的首府，處於馬拉尼翁河北岸，距離伊基托斯約100公里，始建於1830年4月30日，2005年人口15,632。
4°30′30″S 73°35′00″W / 4.50833°S 73.58333°W